# Listy z Wilczej
Listy z Wilczej (internationaler Titel: Letters from Wolf Street) ist ein Dokumentarfilm des indischen Filmemachers Arjun Talwar. Der Film feierte seine Weltpremiere auf der 75. Berlinale und dokumentiert das Leben in der Wolfstraße in Warschau, einer von gesellschaftlichem Wandel geprägten Nachbarschaft.

## Handlung
Arjun Talwar ist von Indien nach Warschau gezogen und dokumentiert mit seiner Kamera das Leben in seiner Straße. Die Wolfstraße steht für den gesellschaftlichen Wandel: Immer mehr Geschäfte schließen, und die Bewohner werden zunehmend älter. Eines Tages begegnet Arjun Mo, einer chinesischen Studentin. Gemeinsam erkunden sie die Straße, treffen auf verschiedene Menschen und setzen sich mit den Problemen auseinander, die sie als Migranten erleben. Mo hat Schwierigkeiten, in der Filmbranche Fuß zu fassen, und muss stattdessen in einem chinesischen Gesundheitszentrum arbeiten. Arjuns Freund Feras lebt mit seiner polnischen Frau und der gemeinsamen kleinen Tochter in der Straße. Er stammt aus Syrien, sie aus Polen – gemeinsam erzählen sie von ihrem Leben in Warschau und den kulturellen Unterschieden, die ihren Alltag prägen.
Mo und Arjun begleiten eine nationalistische Demonstration und sprechen mit Menschen, die sich gegen Zuwanderung aussprechen, ethnopluralistische Anschauungen vertreten und ein konservatives Familienbild leben. Als ein CSD durch die Straße zieht, erleben sie die ablehnenden Reaktionen einiger Anwohner. Später wird Arjun von Skinheads verprügelt. Verwundet filmt er sich selbst – doch trotz der Gewalt kommt für ihn ein Umzug in eine andere Stadt nicht infrage. In einem weiteren Abschnitt des Films begleitet Arjun eine rumänische Musikgruppe und spricht mit ihnen über die alltägliche Diskriminierung. Besonders die Roma-Minderheit war im Holocaust Verfolgung und Deportationen ausgesetzt. Mo teilt Arjun mit, dass sie aus finanziellen Gründen nicht mehr an dem Filmprojekt mitwirken kann. Sie bleiben freundschaftlich miteinander verbunden.

## Produktion und Hindergründe
Arjun Talwar wuchs in Delhi auf und studierte zunächst Mathematik, bevor er am Kamera-Department der polnischen Filmhochschule in Łódź aufgenommen wurde. Seine Kurzfilme liefen auf internationalen Festivals wie Visions du Réel, Big Sky Documentary Film Festival, FID Marseille und Tampere. Sein erster abendfüllender Dokumentarfilm, Der Esel hieß Gernonimo, hatte seine Premiere beim DOK Leipzig und wurde später im Kino veröffentlicht.
Letters from Wolf Street feierte seine Weltpremiere in der Sektion für dokumentarische Formate der 75. Berlinale.